# Сборул (міноносець)
SM Tb 81 T (нім. Seine Majestat Torpedoboot 81T), пізніше «Сборул» (рум. Sborul) і «Мусон» (рос. Муссон) — міноносець типу 74 T, що був на озброєнні флотів Австро-Угорщини, Румунії та СРСР.

## Історія
Міноносець побудований у 1914 році. До складу ВМС Австро-Угорщини увійшов 2 грудня.. 21 травня 1917 року офіційно затверджено назву судна— SM Tb 81 T.
Ніс активну службу у складі флоту Австро-Угорщини в ході Першої світової війни. 14 травня 1918 року атакований 7 гідролітаками ВПС Італії, збив один з літаків і відступив на базу. 19 травня 1918 року збив ще один літак, а його екіпаж потрапив у полон до австрійців..
У 1920 році перейшов до складу ВМС Румунії. Отримав назву «Сборул».. Був відремонтований і посилений новим озброєнням, отримав призначення — охорону конвоїв.
21 серпня 1944 року міноносець атакований радянською авіацією, перебуваючи в порту Сулини. 27 серпня його захопили радянські моряки, 5 вересня він увійшов до складу ВМС СРСР (спільно з іншим кораблем «Смеул»).
14 вересня 1944 року увійшов до складу Чорноморського флоту СРСР під назвою «Мусон». 12 жовтня 1945 року його повернули до складу ВМС Румунії під назвою E-2. У 1958 році човен списаний на метололом.